# حي أم سليم
حي أم سليم هو أحد الأحياء القديمة في مدينة الرياض. يقع بالقرب من مدينة الملك سعود الطبية. يحدها من الشمال حي الوشام، وحي الشميسي إلى الجنوب وحي الديرة إلى الشرق.